# Pilar Jáuregui
Pilar Jáuregui Cancino (née le 24 juin 1988) est une joueuse de para-badminton péruvienne évoluant au niveau internationale. Elle a été championne des Jeux parapanaméricains et a été sélectionnée pour participer aux Jeux paralympiques d'été de 2020, alors que son sport fait ses débuts au jeux paralympiques. Elle est une ancienne joueuse de basket-ball en fauteuil roulant et a participé aux Jeux parapanaméricains de 2015 dans cette discipline,.

## Palmarès

### Championnats du monde
Simple dames
| Année | Lieu                                                                 | Adversaire   | Score               | Résultat |
| ----- | -------------------------------------------------------------------- | ------------ | ------------------- | -------- |
| 2022  | Gymnase national Yoyogi, Tokyo, Japon                                | Emine Seçkin | 21–18, 20–22, 21–17 | Or       |
| 2024  | Palais des congrès et des expositions de Pattaya, Pattaya, Thaïlande | Liu Yutong   | 8–21, 4–21          | Argent   |

Double mixte
| Année | Lieu                                                                 | Partenaire     | Adversaire               | Score        | Résultat |
| ----- | -------------------------------------------------------------------- | -------------- | ------------------------ | ------------ | -------- |
| 2022  | Gymnase national de Yoyogi, Tokyo, Japon                             | Youri Ferrigno | Choi Jung Man Lee Sun-ae | 17–21, 12–21 | Argent   |
| 2024  | Palais des expositions et des congrès de Pattaya, Pattaya, Thaïlande | Youri Ferrigno | Qu Zimo Liu Yutong       | 9–21, 6–21   | Bronze   |

### Jeux parapanaméricains
Simple dames
| Année | Lieu                                     | Adversaire  | Score       | Résultat |
| ----- | ---------------------------------------- | ----------- | ----------- | -------- |
| 2019  | Village national des sports, Lima, Pérou | Yuka Chokyu | 21–12, 21–1 | Or       |

### Championnats panaméricains
Simple dames
| Année | Lieu                                              | Adversaire      | Score        | Résultat |
| ----- | ------------------------------------------------- | --------------- | ------------ | -------- |
| 2016  | Coliseo Municipal de Envigado, Medellín, Colombie | Marie Gilda     | 21–7, 21–8   | Or       |
| 2016  | Coliseo Municipal de Envigado, Medellín, Colombie | Daniele Torres  | 21–17, 21–17 | Or       |
| 2016  | Coliseo Municipal de Envigado, Medellín, Colombie | Catalina Jimeno | 21–1, 21–3   | Or       |
| 2018  | Stade olympique 2, Lima, Pérou                    | Yuka Chokyu     | 21–9, 21–9   | Or       |
| 2022  | Coliseo Alberto León Betancourt, Cali, Colombie   | Marie Gilda     | 21–11, 21–7  | Or       |

Double dames
| Année | Lieu                                            | Partenaire        | Adversaire                              | Score        | Résultat |
| ----- | ----------------------------------------------- | ----------------- | --------------------------------------- | ------------ | -------- |
| 2018  | Stade olympique 2, Lima, Pérou                  | Yuka Chokyu       | Amy Burnett Susy Julca                  | 21–3, 21–0   | Or       |
| 2018  | Stade olympique 2, Lima, Pérou                  | Yuka Chokyu       | Aline de Oliveira Cabral Daniele Torres | 21–7, 21–10  | Or       |
| 2018  | Stade olympique 2, Lima, Pérou                  | Yuka Chokyu       | Auricélia Evangelista Marie Gilda       | 21–11, 21–7  | Or       |
| 2018  | Stade olympique 2, Lima, Pérou                  | Yuka Chokyu       | Jacqueline Burgos Catalina Jimeno       | 21–5, 21–3   | Or       |
| 2022  | Colisée Alberto León Betancourt, Cali, Colombie | Jacqueline Karina | Amy Burnett Daniela Zapata              | 21–5, 21–7   | Or       |
| 2022  | Colisée Alberto León Betancourt, Cali, Colombie | Jacqueline Karina | Ana Gomes Daniele Torres                | 21–19, 21–11 | Or       |
| 2022  | Colisée Alberto León Betancourt, Cali, Colombie | Jacqueline Karina | Auricélia Evangelista Marie Gilda       | 21–18, 21–19 | Or       |

Double mixte
| Année | Lieu                                             | Partenaire     | Adversaire                          | Score              | Résultat |
| ----- | ------------------------------------------------ | -------------- | ----------------------------------- | ------------------ | -------- |
| 2016  | Coliseo Municipal de Envigado,Medellín, Colombie | Ronald Miranda | Jaime Aranguiz Catalina Jimeno      | 21–14, 21–8        | Bronze   |
| 2016  | Coliseo Municipal de Envigado,Medellín, Colombie | Ronald Miranda | Romulo Junio Soares Daniele Torres  | 23–21, 8–21, 20–22 | Bronze   |
| 2016  | Coliseo Municipal de Envigado,Medellín, Colombie | Ronald Miranda | Marcelo Alves Marie Gilda           | 12–21, 16–21       | Bronze   |
| 2018  | Stade olympique 2, Lima, Pérou                   | Rodolfo Cano   | Marcelo Alves Daniele Torres        | 21–8, 21–10        | Or       |
| 2022  | Colisée Alberto León Betancourt, Cali, Colombie  | Rodolfo Cano   | José Ambrosio Auricélia Evangelista | 21–12, 21–6        | Or       |

### Circuit mondial de para-badminton BWF (10 titres, 3 finalistes)
Les tournois du BWF Para Badminton World Circuit – Grade 2, Level 1, 2 et 3 ont été approuvés par la Badminton World Federation à partir de 2022,.
Simple dames
| Année | Tournoi                                                 | Niveau   | Adversaire                        | Score               | Résultat  |
| ----- | ------------------------------------------------------- | -------- | --------------------------------- | ------------------- | --------- |
| 2022  | Championnat international espagnol de para-badminton II | Niveau 2 | Ilaria Renggli                    | Victoire facile     | Finaliste |
| 2022  | International de para-badminton au Brésil               | Niveau 2 | Ammu Mohan                        | 21–10, 21–4         | Gagnant   |
| 2022  | International de para-badminton au Brésil               | Niveau 2 | Aline De Oliveira Cabral          | 21–5, 21–14         | Gagnant   |
| 2022  | International de para-badminton au Brésil               | Niveau 2 | Maria Gilda Dos Santos Do Antunes | 21–9, 21–10         | Gagnant   |
| 2022  | Championnat international de para-badminton du Pérou    | Niveau 2 | Maria Gilda Dos Santos Do Antunes | 21–2, 21–2          | Gagnant   |
| 2023  | Championnat international espagnol de para-badminton    | Niveau 2 | Yuma Yamazaki                     | 21–15, 21–19        | Gagnant   |
| 2023  | Championnat international espagnol de para-badminton    | Niveau 1 | Yuma Yamazaki                     | 15–21, 21–16, 12–21 | Finaliste |
| 2023  | International de para-badminton au Brésil               | Niveau 2 | Ilaria Renggli                    | 21–19, 21–13        | Gagnant   |

Double dames
| Année | Tournoi                                              | Niveau   | Partenaire                     | Adversaire                                                    | Score              | Résultat |
| ----- | ---------------------------------------------------- | -------- | ------------------------------ | ------------------------------------------------------------- | ------------------ | -------- |
| 2022  | International de para-badminton au Brésil            | Niveau 2 | Silvia Silva Arizapana         | Maria Gilda Dos Santos Do Antunes Auricélia Nunes Évangéliste | 21–8, 14–21, 21–14 | Gagnant  |
| 2022  | International de para-badminton au Brésil            | Niveau 2 | Silvia Silva Arizapana         | Ammu Mohan Andreia Cristina Santa Rosa Farias                 | 21–3, 21–5         | Gagnant  |
| 2022  | International de para-badminton au Brésil            | Niveau 2 | Silvia Silva Arizapana         | Aline De Oliveira Cabral Milani Maria Silva Gomes             | 21–17, 21–16       | Gagnant  |
| 2022  | International de para-badminton au Brésil            | Niveau 2 | Silvia Silva Arizapana         | Ana Gomes Daniele Torres Souza                                | 21–12, 21–11       | Gagnant  |
| 2022  | Championnat international de para-badminton du Pérou | Niveau 2 | Jaqueline Karina Burgos Javier | Amy Burnett Aline De Oliveira Cabral                          | 21–11, 21–6        | Gagnant  |
| 2022  | Championnat international de para-badminton du Pérou | Niveau 2 | Jaqueline Karina Burgos Javier | Maria Gilda Dos Santos Do Antunes Auricélia Nunes Évangéliste | 21–11, 21–10       | Gagnant  |
| 2022  | Championnat international de para-badminton du Pérou | Niveau 2 | Jaqueline Karina Burgos Javier | Ana Gomes Daniele Torres Souza                                | 21–8, 21–15        | Gagnant  |

Double mixte
| Année | Tournoi                                                 | Niveau   | Partenaire     | Adversaire                                               | Score           | Résultat  |
| ----- | ------------------------------------------------------- | -------- | -------------- | -------------------------------------------------------- | --------------- | --------- |
| 2022  | Championnat international espagnol de para-badminton II | Niveau 2 | Youri Ferrigno | David Follett Ilaria Renggli                             | Victoire facile | Finaliste |
| 2022  | International de para-badminton au Brésil               | Niveau 2 | Youri Ferrigno | Sergio Barreto Santana Maria Gilda Dos Santos Do Antunes | 21–9, 21–8      | Gagnant   |
| 2022  | Championnat international de para-badminton du Pérou    | Niveau 2 | Ryu Dong-hyun  | Jaime Aranguiz Ana Gomes                                 | 21–5, 21–10     | Gagnant   |
| 2023  | Championnat international espagnol de para-badminton    | Niveau 2 | Youri Ferrigno | Yu Soo-young Kwon Hyun-ah                                | 23–21, 21–19    | Gagnant   |
| 2023  | International de para-badminton au Brésil               | Niveau 2 | Youri Ferrigno | Yu Soo-young Kwon Hyun-ah                                | 21–15, 21–15    | Gagnant   |

### Tournois internationaux (2 titres, 5 finalistes)
| Année | Tournoi                                               | Adversaire   | Score        | Résultat  |
| ----- | ----------------------------------------------------- | ------------ | ------------ | --------- |
| 2018  | Championnat international irlandais de para-badminton | Lee Sun-ae   | 14–21, 8–21  | Finaliste |
| 2018  | International de para-badminton au Brésil             | Rie Ogura    | 17–21, 17–21 | Finaliste |
| 2019  | International de para-badminton d'Ouganda             | Emine Seçkin | 21–19, 21–19 | Gagnant   |

Double dames
| Année | Tournoi                                              | Partenaire        | Adversaire                    | Score               | Résultat  |
| ----- | ---------------------------------------------------- | ----------------- | ----------------------------- | ------------------- | --------- |
| 2019  | International de para-badminton d'Ouganda            | Henriette Koosz   | Valeska Knoblauch Elke Rongen | 18–21, 21–15, 21–17 | Gagnant   |
| 2020  | Championnat international de para-badminton du Pérou | Valeska Knoblauch | Emine Seçkin Man-Kei To       | 14–21, 19–21        | Finaliste |

Double mixte
| Année | Tournoi                                               | Partenaire     | Adversaire                   | Score              | Résultat  |
| ----- | ----------------------------------------------------- | -------------- | ---------------------------- | ------------------ | --------- |
| 2018  | Championnat international irlandais de para-badminton | Jeong Jae-gun  | Lee Sam-seop Lee Sun-ae      | 14–21, 14–21       | Finaliste |
| 2021  | Championnat international espagnol de para-badminton  | Youri Ferrigno | Kim Kyung-hoon Kang Jung-kum | 21–18, 9–21, 16–21 | Finaliste |